# Fuzzy
「Fuzzy」（ファジー）は、SCANDALの2作目の配信限定シングル。2019年8月7日にColourful Records内のプライベートレーベル『her』から配信された。

## 概要
- 前作『マスターピース/まばたき』から約5か月を置いてのリリース[注 1]。
- 自身のプライベートレーベル「her」設立後初の配信限定シングル。

## 収録曲
1. Fuzzy [4:44]
作詞：RINA　作曲・編曲：MAMI